# رود سن مارتین
رود سن مارتین رودی است که به رود بائورس می‌ریزد. این رود از کشور بولیوی می‌گذرد.